# Angraecopsis cryptantha
Espèce
Statut de conservation UICN

 VU D2 : Vulnérable
Angraecopsis cryptantha P.J.Cribb est une espèce d'orchidées du genre Angraecopsis, endémique du Cameroun. 

## Description
C'est une herbe épiphyte dont la floraison se déroule au mois d'octobre. Les fleurs sont de couleur jaune. La tige de la plante mesure de 3 à 5 cm de long. Les feuilles sont sublancéolées.

## Répartition et habitat
Cette espèce se trouve dans les forêts de montagnes, brumeuses, dominées par Agauria salicifolia et Schefflera sur une ancienne coulée de lave, adjacente à des zones de prairie (1 900-2 000 m d'altitude).
Très rare, l'espèce est endémique du Cameroun où elle a été observée sur un seul site dans la Région du Sud-Ouest : au mont Cameroun, au bord de la rivière Likombe (Mann's Spring).